# Jérôme Galloni d'Istria
Jérôme Galloni d'Istria est un homme politique français né le 20 janvier 1815 à Olmeto (Corse) et décédé le 14 avril 1890 à Olmeto.
Nommé conseiller de préfecture à Ajaccio en 1848, il est ensuite secrétaire général de la préfecture, puis sous-préfet à Bastia. Il démissionne après la chute de l'Empire, et est élu représentant de la Corse en 1871, siégeant au groupe bonapartiste. Il est sénateur de la Corse de 1876 à 1885, inscrit au groupe bonapartiste de l'Appel au peuple, et se distingue surtout par la vivacité de ses interruptions. Il est conseiller général du canton d'Olmeto.

## Source
- « Jérôme Galloni d'Istria », dans Adolphe Robert et Gaston Cougny, Dictionnaire des parlementaires français, Edgar Bourloton, 1889-1891 [détail de l’édition]